# Balthasar Bekker

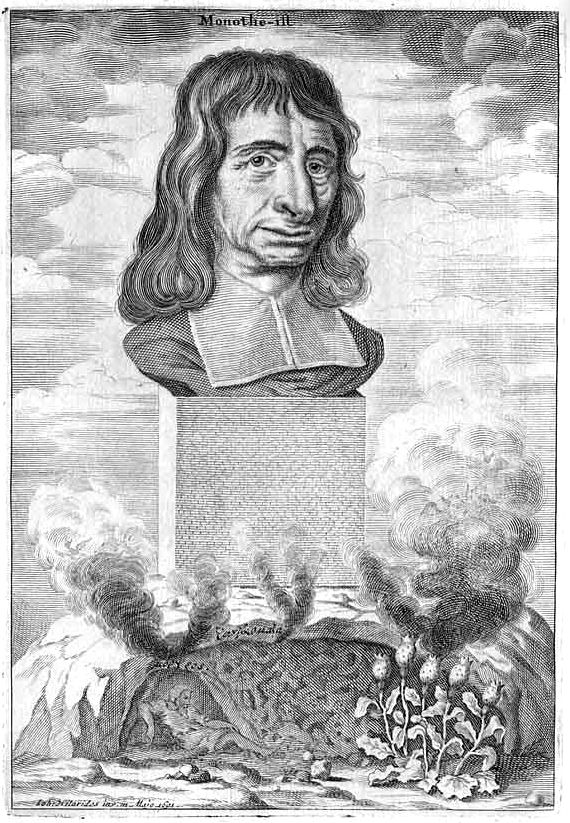
Balthasar Bekker

Balthasar Bekker (* 20. März 1634 in Metslawier (Friesland); † 11. Juni 1698) war ein deutsch-niederländischer protestantischer Theologe, Philosoph und Prediger der frühen Aufklärung. Als Hexentheoretiker kämpfte der Aufklärer gegen die Hexenverfolgung.

## Leben
Am 20. März 1634 wurde Balthasar Bekker als Sohn des aus Bielefeld stammenden Predigers Heinrich Bekker geboren. Von seinem Vater erhielt er auch die ersten schulischen Unterweisungen, bevor er im Jahre 1650, also mit 16 Jahren, die Universität Groningen besuchte. Hier widmete er sich vor allem dem Fach Geschichte und dem Sprachenstudium. Später studierte er in Franeker Theologie. Neben seinem Studium leitete er bis 1657 die Lateinschule in Franeker als Rektor. 1665 erwarb der den Doktor in Theologie.
Seine Begeisterung für die cartesianische Philosophie schlug sich in der 1668 veröffentlichten Schrift De Philosophia Cartesiana Admonita candida et sincera nieder. Infolge des durch zwei von ihm in den Jahren 1668 und 1670 veröffentlichten Katechismen, Gesneeden broodt voor de Kristen Kinderen und De Vaste Spijze der Volmaakten, hervorgerufenen Widerspruches und Streitigkeiten folgte er bereitwillig einem Ruf in die Provinz Holland, wo er zunächst in Weesp (1674) als Prediger diente. Später ließ er sich in Loenen (1676) und schließlich in Amsterdam (ab 1679) nieder.

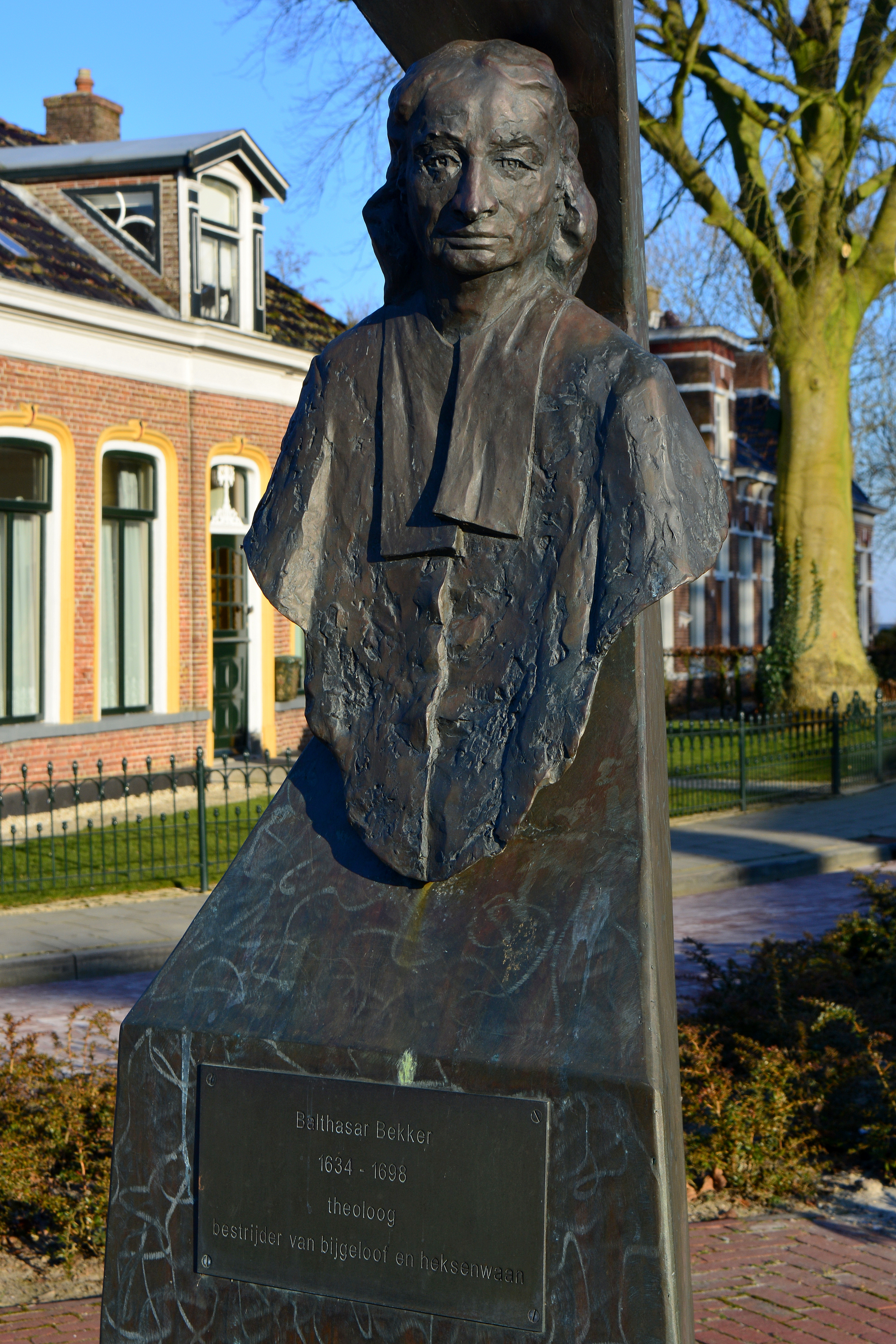
Denkmal für Balthasar Bekker in Metslawier

Hier in Amsterdam begann er seinen Kampf gegen den Aberglauben, wobei wohl als auslösendes Moment das Erscheinen eines großen Kometen im Jahre 1680 genannt werden muss. Er musste erleben, dass viele seiner Zeitgenossen hierin keine natürliche Erscheinung sehen wollten, sondern es für die Ankündigung eines baldigen Strafgerichtes Gottes ansahen. Bereits drei Jahre nach diesem Ereignis veröffentlichte er daher seine Schrift Ondersoek van de betekening der Cometen, bij van degene, die in de jaren 1680, 1681 en 1682 geschenen hebben. Allerdings sollte ihn das Werk De betooverde Wereld (Die bezauberte Welt) bekannt machen. Es erschien in 4 Büchern unterteilt zwischen 1691 und 1693. Hierin kämpft er nicht nur gegen den Aberglauben, sondern bestreitet erstmals in einer Form, wie es vor ihm eigentlich noch keiner gewagt hatte, die dem Teufel zugedachte Macht. Indem er die Macht des Teufels bestritt, entzog er jedoch gleichzeitig der Hexenlehre ihr Fundament und somit gilt er als einer der einflussreichsten Gegner der Hexenverfolgung überhaupt. Viele spätere Hexentheoretiker, die gleich ihm gegen eine Verfolgung von vermeintlichen Hexen eintraten, beriefen sich in der Folge auf ihn. Wie groß der Erfolg seines Anti-Hexentraktates war, zeigt sich auch darin, dass es bereits 1693 in deutscher Sprache, 1694 in französischer und 1695 in englischer Übersetzung vorlag.
Allerdings hat er nicht nur positive Reaktionen mit diesem Buch hervorgerufen. Vielfach erfuhr er heftige Kritik von Geistlichen, und es verwundert wenig, dass die Kirche gegen ihn vorging. Er musste sich offiziell vor dem Kirchenrat von Amsterdam und der nordholländischen Synode verantworten. Da er jedoch nicht bereit war, seine Thesen zu widerrufen, wurde er 1692 durch die Synode von Alkmaar als Prediger abgesetzt. Man warf ihm Ketzerei vor, ja sogar Atheismus und Adämonismus.
Hierauf verließ Balthasar Bekker Amsterdam und ging nach Friesland, wo er sich den weiteren Büchern seiner Bezauberten Welt widmete. Dank der Freundschaft mit dem Bürgermeister von Amsterdam erhielt er auch weiterhin sein Predigergehalt, obwohl er bis zu seinem Tode am 11. Juni 1698 von diesem Amt suspendiert blieb.

## Sein Hexentraktat

### Titel und Vorrede der deutschen Ausgabe
Wie oben erwähnt erschien Bekkers vierbändiges Hexentraktat De betoverde Weereld bereits im Jahre 1693 in einer deutschen Version. Der Titel dieser in Amsterdam gedruckten Fassung lautet: „Die bezauberte Welt. Oder Eine gründliche Untersuchung des Allgemeinen Aberglaubens / Betreffend / die Arth und das Vermögen / Gewalt und Wirckung Des Satans und der bösen Geister über den Menschen / Und was diese durch derselben Krafft und Gemeinschafft thun: So aus natürlicher Vernunft und H. Schrifft in 4 Büchern zu bewehren sich unternommen hat; [...]“. In der damals üblichen Weise umfasst der vollständige Titel fast eine halbe Din-A-4-Seite, spiegelt aber gerade deshalb auch gut die Absicht und das Anliegen des Autors wider. In seiner Vorrede liefert er dann noch einmal genauere Informationen: „Ich mercke / daß die Sache / die ich untersuchen wil / zwey Theil habe / nemlich von dem Teuffel / was er an ihm selber weiß oder kan; von dem Menschen, was sie durch sein Zuthun wissen oder verrichten können. Doch weil es Dinge sind / die über die Natur gehen / oder ja die man darfür hält / und die also Gott zu gehören / so muß ich auch wissen / was für Meynung die Menschen von der Gottheit haben / und von den Geistern in gemein / sie seyn gut oder böse / auch von den Seelen der Menschen (die auch Geister sind) wenn sie von dem Leibe durch den Todt abgeschieden worden.“ Hiermit liefert Bekker also eine kleine Inhaltsübersicht, die auch dem Aufbau seines Werkes entspricht, wenn er betont, dass der Teufelsglaube eng mit dem Hexenglauben und beide wiederum von dem Geister-, ja Gottesglaube untrennbar sind.

### Die vier Bücher des Hauptteils
- Im ersten seiner vier Bücher zeigt er „die Meynungen und Gewohnheiten aller Völcker / die zu allen Zeiten von Gott und den Geistern gehabt / und auch noch haben“ auf. Dabei erforscht er zunächst den Geister- und Zaubererglauben der Heiden, angefangen bei den Griechen und Römern bis hin zu den Indianern, um danach diejenigen Völker zu untersuchen, die ihre Glaubensgrundsätze aus der Bibel entnehmen, also Juden und Christen.
- „Das andere Buch: Von der Bezauberten Welt. Worinnen die Lehre von den Geistern / derselben Vermögen und Wirckungen / aus der natürlichen Vernunfft und der heil. Schrifft untersuchet wird.“ Mit dieser Überschrift für sein zweites Buch weist Bekker auf seine zwei Hauptuntersuchungskriterien hin: „Das erste ist die Vernunfft / die allen Menschen zu einem Licht sich erstrecket / so fern als sie rein ist / und mit Vor-Urtheil und Gemüths-Neigungen nicht verhindert und benebelt. Der andere ist die Schrifft von Gott eingegeben / aber ingleichen rein / an ihr selbser / so von uns betrachtet / als ob wir niemahls die Schrifft gelesen hetten; und also außer aller Menschen Vor-Urtheil / von Übersetzung aus dem hebreischen und Griechischen / darinn sie ursprünglich beschrieben ist / und der Außlegung alter oder neuen Lehrer.“ Balthasar Bekker untersucht also mit Hilfe der Vernunft, der er einen hohen Stellenwert zubilligt, und der Heiligen Schrift, was von der Lehre von den Engeln, den Dämonen, einem mächtigen Teufel und dergleichen übernatürlichen Erscheinungen zu halten sein.
- In seinem dritten Buch geht er auf die klassische Lehre von der Hexerei ein, das heißt, er untersucht in dreiundzwanzig Kapiteln „die gemeine Meynung betreffend die Menschen / die man dafür hält / daß sie mit dem Teuffel umbgehen“. Dabei ist es ihm wichtig zu betonen, dass es ihm keineswegs darum geht, ob es nun Zauberei gebe, was er durchaus zugibt, „sondern ob solche Zauberey sey / die auff dem Grund eines Vertrages der Menschen mit dem Teuffel / Dinge kan sagen und zu wege bringen / die Über die Natur gehen.“ Letztendlich wird er diese Frage verneinen! Er lehnt nicht nur den Teufelspakt an sich ab, sondern auch alle anderen Elemente der klassischen Hexenlehre.
- Das vierte und letzte Buch diskutiert betreffs der Hexerei den „Beweiß / welcher auß der Erfahrung genommen“. Hierbei kommt es Balthasar Bekker in erster Linie darauf an, „die Erfahrung / die Meisterin aller Dinge / die auff ein Hauffen Exempeln beruhet“, genau zu untersuchen, „damit man nicht sage, daß ich mit meiner neuen Lehre der gantzen Welt widerspreche / welche voll sey von klaren augenscheinlichen Proben solcher Wirckungen des Teuffels“. Er nimmt sich hier aus diesem Grund zahlreiche Hexen- und Teufelsgeschichten vor, erzählt sie für seine Leser nach und überprüft dabei den Wahrheitsgehalt der einzelnen Begebenheiten, um sie dann in seinem Sinne umzudeuten. Dieses Buch benötigt er gleichsam zur Entlastung für sich selbst.

### Argumentationelemente und Beweise im Anti-Hexentraktat
Balthasar Bekkers Argumentations- und Beweisstruktur basiert auf zwei Hauptelementen, die sich durch seine gesamte „Bezauberte Welt“ ziehen:
- Das erste Element ist seine Philosophie, die sich in erster Linie auf René Descartes stützt. Genau wie jenem ist auch Bekker die Mathematik ein überaus nützliches Hilfsmittel, um die unfehlbaren Gründe und Lösungen für bestimmte Probleme zu finden. So weist er beispielsweise im Rahmen seiner Geisteruntersuchung darauf hin, dass Menschen, die sich mit der Mathematik beschäftigen, „so leichtlich auf ander Leute Reden oder Wahrscheinlichkeit nicht beruhen / noch die Lufft mit Geistern viel durchmengen.“ Auch sein Gottesbegriff ist aus der cartesianischen Philosophie entnommen: Gott präsentiere sich in seiner Darstellung als die alleinungeschaffene Substanz, die wir allerdings aus Wortmangel „Geist“ nennen, obwohl Gott kein Geist sei. Diese Substanz habe alles andere erschaffen. Eines der wichtigsten Attribute Gottes sei seine vollkommene Vernünftigkeit, er könne nicht unvernünftig sein. Ganz anders dagegen die von Gott, der unendlichen Substanz, geschaffene endliche Substanz, die Geister und Körper, die Engel und Menschen. Diese Substanzen, die entweder nur Ausdehnung (=Körper) oder nur Denken (=Geist) seien, seien keineswegs vollkommen, sondern ihnen würden Grenzen gesetzt.
- Das zweite Element ist die Bibelexegese. Dabei sieht er die Bibel als geschlossenes Ganzes an, ohne irgendeine historische Entwicklung darin wahrnehmen zu wollen. Seine oberste Grundmaxime ist die Übereinstimmung von Vernunft und Heiliger Schrift. Daher ergibt sich für ihn vielfach eine Umdeutung des wortgetreuen Sinns. Dies führt jedoch auch zu Fehlinterpretationen, was ihm viele zeitgenössische Kritiker vorwarfen und auch Bewunderer eingestehen mussten.

### Einige Aspekte des Traktates
1. Bekker selbst sieht den wichtigsten Aspekt seines Traktates in der Untersuchung des Teufelsglaubens. In seinem gesamten ersten Buch ist er der Frage nachgegangen, woher der Glauben an den Teufel komme. Er findet zwei Wege, die dem Teufelsglauben so weite Verbreitung gesichert haben. Zunächst sei da der kulturhistorische Weg, der vom Heidentum über das Judentum zu den Kirchenvätern, also zum Christentum geführt habe. Der zweite Weg ist ein individueller: von Kindesbeinen an bis hin zum überzeugten Erwachsenen. In der Schule würden sich dann spätestens beide Wege kreuzen und gegenseitig verifizieren und so zu einer Verfestigung des Teufelsglaubens beitragen. Und habe sich einmal ein Vorurteil – über Generationen, ja Völker hinweg und beim einzelnen schon seit der frühesten Kindheit – gebildet, wie dies mit dem Vorurteil der teuflischen Macht ja bekanntlich sei, so bestehe wenig Hoffnung, dass die Menschen es im Erwachsenenalter wieder aufgeben würden. Hat Bekker nun erst einmal dieses grundlegende Problem aufgezeigt, beschreibt er als Nächstes das gängige Teufelsbild, bevor er es in seiner üblichen Gründlichkeit widerlegt. So lehnt er den Glauben an die Leibhaftigkeit des Teufels ab. „Es streitet gegen alle Vernunfft und Verstand / daß der Teuffel oder ein böser Geist / wer er auch möchte seyn / sich selber oder etwas anders in einem Leibe oder leiblichen Schein erzeigen solte.“ Darüber hinaus habe der Teufel nicht nur keinen Körper, sondern er sei auch als „Gottes Gefangener und Verlassener“ völlig machtlos: „Es ist [...] ganz deutlich gelehret / daß er nichts kan thun / weder in Warheit noch im Schein.“
2. Balthasar Bekker bestreitet jedoch nicht, dass der Teufel die Ursache des Bösen ist. Allerdings wirke dieses ehemals teuflische Böse, nachdem es einmal in den Menschen eingepflanzt wurde, ohne direkten Einfluss des Teufels weiter: „So mag man sagen daß der Satan Macht genug habe / über solche Menschen / welche der Verderbung ihrer Natur / und Verfinsterung ihres Verstandes / und Versteckung ihrer Hertzen folgen / davon er die erste allgemeine Ursache ist / daß sie sich zu Gott nicht bekehren / ob er schon hinfüro nicht besonders in ihnen wircket / ja ob er auch gleich nicht einmahl weiß / wer sie seyn.“ Ganz in diesem Sinne stellt Bekker drei Grundthesen zum Bösen auf: „I. Daß der Teuffel durch die erste in dem Paradis gethane Süne Ursache ist alles Bösen: Und alles was böse ist / ihm derhalben nicht ohne Ursache zugeschrieben wird. II. Daß Gott das Böse welches vom Teuffel ist / und in dem Menschen herrschet / also regiret / daß er allezeit in gewissen Schranken hält; und wenn er ein gewisses grossen und allgemeines Verderben verhindert / auffhält / oder bezwinget. Das solches so viel ist / als den Teuffel binden / weil er dessen Wercke bindet. III. Daß er endlich alles Böse / das Menschen thun / an dem grossen Gerichts-Tage werde zu nichte machen / die verführten Menschen zugleich mit dem Teuffel / der sie Anfangs verführet / und seine böse Gesellschafft nach Verdienst straffen; und daß diese Straffe ohne Ende und Maaß seyn werde.“ Aus diesen Überlegungen zieht Bekker den Schluss, es erscheine daher „genugsam; daß es mit dem Teufel nicht so groß zu bedeuten hat / als man wol meynet: nemlich / daß er uberall im Werck ist / und sich auff vielerley Weise dem Menschen zeiget / es sey daß er wachet oder schlaffet. Dieses ist die Spökerey und Traumerey / davon die Welt voll ist.“ Als Beispiel verweist Balthasar Bekker auf die Versuchung Christi. Dieser in der Hexenliteratur stets als Beweis für die Leibhaftigkeit und Macht des Teufels angeführte biblische Bericht sei keinesfalls wörtlich zu nehmen, da ansonsten die teuflische Macht über der christlichen rangieren würde. Vielmehr müsse eine Interpretation ergeben, dass Jesus nicht real vom Teufel versucht worden sei, sondern lediglich im Geiste.
3. Bekker behauptet, dass sich unter der so genannten Besessenheit in Wirklichkeit Krankheiten verbergen: „Die Menschen / die man / daß sie von denselben besessen oder gequälet zu seyn sagte / waren sonderlich Kranckheiten unterworffen.“ Auch die meisten Teufelsaustreibungen durch Jesus seien eigentlich Krankenheilungen gewesen.
4. Er lehnt die Idee eines Teufelspaktes gänzlich ab: „Es wird meines erachtens niemand dürffen läugnen / daß keine Gemeinschafft des Menschen mit dem Teuffel / und noch viel weniger ein solcher Bund seyn kan; so die Geister und die Menschen auff einander nicht wircken noch einander etwas anthun können.“
5. Als logische Folge von Bekkers Ablehnung der Teufelspakttheorie ist seine allgemeine Verneinung der Existenz von Hexen im Sinne der klassischen Hexenlehre: Wo kein leiblicher Teufel existiert, da kann auch kein Teufelsbündnis geschlossen werden, und da, wo kein Pakt mit dem Teufel geschlossen wurde, kann weder ein Schadenzauber mit teuflischer Hilfe durchgeführt werden, noch können die so genannten „Hexen“ durch die Lüfte reiten oder einen vom Teufel einberufenen Sabbat feiern.
6. Aus den vorangegangenen Punkten ergibt sich zwangsläufig, dass er auch die üblichen Hexenprozesse ablehnt. Er plädiert dafür, dass ein Ende dieser schrecklichen Prozesse bald eintritt, um auch das Gewissen der Verantwortlichen von diesem Unrecht zu befreien: „Die Richter und die Rechtsgelehrten werden ihre Gewissen nicht mehr beschweren mit Vergießung so viel unschuldigen Blut / als wegen der auffgebürdeten und erdichteten Zauberey zum Tode gebracht werden; und nicht allein zum Tode / sondern die auch lebendig verbrannt werden.“ Auch würden die ungerechten Hexenprozesse allein aufhören, wenn man jegliche Untersuchungen wegen Zauberei einfach einstellen würde, wie dies in den Niederlanden ja bereits erfolgreich geschehen sei, während in anderen Ländern weiterhin gegen vermeintliche Hexen prozessiert werde.

### Wirkung und Bedeutung seines Hexentraktates
Abgesehen von der Wirkung, die das Erscheinen des Werkes für Bekkers Leben hatte (s. o.), ist die Hauptbedeutung dieser Schrift darin zu sehen, dass durch sie eine heftige literarische Debatte um den Teufels- und Hexenglauben ausgelöst wurde. Eine ungeheure Menge an Schriften für, aber fast noch mehr gegen ihn und seine Thesen erschienen in den folgenden Jahrzehnten. Diese große Ablehnung, die seine Ansichten ernteten, ist mit Sicherheit darauf zurückzuführen, dass er weiter ging als alle seine Vorgänger. Er, der sich präsentierte als geschult in der Philosophie eines Descartes und Ausgebildeter in der Theologie, hatte einen Gesamtangriff auf die Person des Teufels unternommen und ihm seine zugedachte Macht entrissen. Erstmals sprach einer in ungeheurer Klarheit aus, dass infolge von Hexenprozessen Unschuldige grausam getötet werden.
Dem Werk mangelt es trotz der großen Gelehrsamkeit und Rhetorik des Autors an einigen Stellen an innerer Logik, sodass Balthasar Bekker ungewollt seinen Gegnern eine Angriffsfläche bot.
Insgesamt kann man jedoch mit Fug und Recht behaupten, dass Bekkers Hexentraktat einen sehr wichtigen Beitrag zur Bekämpfung der Hexenprozesse beigetragen hat. Indem er dem Teufelsglauben das Fundament entzog bzw. heftig an diesem rüttelte, entzog er gleichzeitig auch der Hexenlehre die Grundelemente. Dadurch, dass er so mutig aufstand, unerschrocken sein Werk vollendete und sich zu keiner Zeit „den Mund verbieten“ ließ, war er für viele andere ein großes Vorbild.

## Werke
- De Betoverde Wereld, Zijnde een Grondig Ondersoek Van ’t gemeen gevoelen aangaande de Geesten, derselver Aart en Vermogen, Bewind en Bedrijf: als ook ’t gene de Menschen door derselver kraght en gemeinschap doen. In twee Boecken ondernomen van Balthasar Bekker S. Th. D. Predikant tot Amsterdam. Nauta, Leeuwarden 1691. Digitalisat der Universitätsbibliothek Heidelberg.
  - Die Bezauberte Welt: Oder Eine gründliche Untersuchung Des Allgemeinen Aberglaubens/ Betreffend/ die Arth und das Vermögen/ Gewalt und Wirckung Des Satans und der bösen Geister über den Menschen/ Und was diese durch derselben Krafft und Gemeinschafft thun : Nebenst des Authoris generale Vorrede über diese seine 4 Bücher ... Aus dem Holländischen nach der letzten vom Authore vermehrten Edition. In die Teutsche Sprache übersetzet / So aus Natürlicher Vernunfft und H. Schrifft in 4 Büchern zu bewehren sich unternommen hat Balthasar Bekker, S. Theol. Doct. und Prediger zu Amsterdam. von Dahlen, Amsterdam 1693. Digitalisat der Staatsbibliothek Berlin. Reprintausgabe in zwei Bänden mit einer Einleitung hrsg. von Wiep van Bunge (Freidenker der europäischen Aufklärung, Abt. 1: Texte, Bd. 7). Frommann-Holzboog, Stuttgart-Bad Cannstatt 1997, ISBN 3-7728-1617-7.
  - D. Balthasar Bekkers reformirten Predigers in Amsterdam bezauberte Welt. Neu übersetzt von Johann Moritz Schwager, Pastor zu Jöllenbeck. Durchgesehen und vermehrt von D. Johann Salomo Semler. Weygand, Leipzig 1781–1782. Digitalisate im Internet Archive: Band 1 Band 2 Band 3.
  - The World Bewitch’d; Or, An Examination of the Common Opinions Concerning Spirits: Their Nature, Power, Administration, and Operations. As also, The Effects Men are able to produce by their Communication: Divided into IV Parts. Vol. I. Translated from a French Copy, approved of and subscribed by the Author’s own Hand. Baldwin, London 1695. Digitalisat der Cornell University Library Witchcraft Collection.
- Ondersoek Van de Betekeninge der Kometen, By gelegentheid van de genen die in de Jaren 1680, 1681, en 1682, geschenen hebben / Gedaan Door Baltasar Bekker S.T.D. Predikant tot Amsterdam. Nauta, Leeuwarden 1683. Digitalisat des Göttinger Digitalisierungszentrums.
- De Philosophia Cartesiana Admonitio Candidata & sincera. Hoogenhuysen, Vesaliae 1668.